# Paweł Sajak
Paweł Ireneusz Sajak (ur. 22 grudnia 1977 w Żyrardowie) – polski polityk, poseł na Sejm VII kadencji.

## Życiorys
Ukończył w 1995 Zespół Szkół Zawodowych w Żyrardowie (w zawodzie montera urządzeń elektronicznych i automatyki przemysłowej), w 2011 Uzupełniające Liceum Ogólnokształcące „HORN” w Żyrardowie, a w 2015 studia licencjackie ze stosunków międzynarodowych na Wydziale Zarządzania i Logistyki Uczelni Techniczno-Handlowej im. Heleny Chodkowskiej w Warszawie. Od 1996 pracował w przedsiębiorstwie E. Wedel w Warszawie jako pracownik fizyczny (operator automatu pakującego). Po zakończeniu służby wojskowej w 1997 podjął pracę sprzedawcy. Od 1998 był zatrudniony jako kierowca. Od 1999 pracował w zakładach telewizyjnych Thomson Polkolor w Żyrardowie (przemianowanych na TCL Polska Sp. z o.o.), począwszy od stanowisk robotniczych. Po kilku latach został kierownikiem obszaru magazynu tego przedsiębiorstwa.
W wyborach samorządowych w 2006 bezskutecznie ubiegał się o mandat radnego Żyrardowa z ramienia Ligi Polskich Rodzin. W październiku 2010 zaangażował się w działalność stowarzyszenia Ruch Poparcia Palikota, a w czerwcu 2011 wstąpił do Ruchu Palikota. W wyborach parlamentarnych w 2011 kandydował z 1. miejsca na liście Ruchu Palikota w okręgu wyborczym nr 16 w Płocku i uzyskał mandat poselski, otrzymując 7747 głosów. W październiku 2013, w wyniku przekształcenia Ruchu Palikota, został działaczem partii Twój Ruch (objął funkcję sekretarza tego ugrupowania na Mazowszu). Bez powodzenia kandydował w wyborach do Parlamentu Europejskiego w 2014. 26 września tego samego roku wraz z grupą posłów opuścił Twój Ruch. Tydzień później współtworzył koło poselskie Bezpieczeństwo i Gospodarka, którego był sekretarzem. Następnie w wyborach na prezydenta Żyrardowa zajął 8. (ostatnie) miejsce, startując z własnego komitetu pod nazwą „Moje Miasto”. 18 grudnia 2014 wraz z pięcioma innymi posłami BiG przeszedł do klubu parlamentarnego Polskiego Stronnictwa Ludowego.
W 2015 nie ubiegał się o poselską reelekcję. W kwietniu 2016 został prezesem klubu sportowego Żyrardowianka Żyrardów. W 2018 wystartował na radnego powiatu żyrardowskiego.